# Gregor Kobel
Gregor Kobel (* 6. Dezember 1997 in Zürich) ist ein Schweizer Fussballtorhüter, der seit 2021 bei Borussia Dortmund unter Vertrag steht. Er ist zudem A-Nationalspieler.

## Karriere

### Verein

#### Anfänge in der Schweiz
Gregor Kobel, Sohn des früheren Eishockeyspielers Peter Kobel (u. a. ZSC Lions, HC Lugano und HC Davos), begann in seiner Heimatstadt beim FC Seefeld Zürich mit dem Fussballspielen; im Gegensatz zu vielen anderen späteren Profis spielte er bereits als Kind auf derselben Position wie als Erwachsener, im Tor. Mit acht Jahren wechselte er innerstädtisch zum Grasshopper Club Zürich, wo er fortan in der vereinsinternen Jugendabteilung ausgebildet wurde. Während seiner Ausbildungszeit nahm sich der junge Torhüter vor allem die Nationalkeeper Roman Bürki und Yann Sommer zum Vorbild, die ebenfalls für die Grasshoppers spielten und die er später in der deutschen Bundesliga wiedersehen sollte.

#### Wechsel nach Hoffenheim
Nach einer Kontaktaufnahme seitens der TSG 1899 Hoffenheim über den Schweizer Fussballverband wurde Kobel im September 2014 erst für zwei Jahre ausgeliehen und im Anschluss fest verpflichtet. Im Gegensatz zu den Grasshoppers hatte man ihm in Sinsheim in Aussicht gestellt, mit 18 für die erste Mannschaft spielen zu können. Infolgedessen brach der damals 16-Jährige seine Schullaufbahn auf dem Gymnasium ab und zog ohne seine Eltern ins Nachbarland. In der Saison 2014/15 war Kobel, der fortan von Torhütertrainer Michael Rechner ausgebildet wurde, bei der U19 der Ersatz des ein Jahr älteren Dominik Draband und spielte dreimal in der A-Junioren-Bundesliga. In der Saison 2015/16 folgten 16 Einsätze. Zudem spielte der Torhüter im Frühjahr 2016 fünfmal in der zweiten Mannschaft in der viertklassigen Regionalliga Südwest, nachdem er bereits die gesamte Saison über hin und wieder dem Spieltagskader angehört hatte. Rechner sagte schon damals über seinen Schützling aus, dass dieser «sehr fleissig, fast schon positiv besessen im Training» war.
Zur Saison 2016/17 erhielt Kobel einen bis zum 30. Juni 2020 laufenden Profivertrag und rückte in das Profikader von Julian Nagelsmann auf. Dort war er hinter Oliver Baumann und Alexander Stolz der dritte Torhüter. Kobel kam bei den Profis zu keinem Einsatz, sammelte dafür aber weiterhin Spielpraxis in der Regionalliga, in der er 26 Einsätze absolvierte. In der Saison 2017/18 stand der Schweizer hinter Baumann bei den Bundesligaspielen meist anstelle von Stolz im Spieltagskader. Er spielte achtmal in der Regionalliga und bekam darüber hinaus von Nagelsmann in beiden DFB-Pokal-Spielen den Vorzug vor Baumann. Ebenso war die Situation in der Hinrunde der Saison 2018/19: Kobel spielte beide Pokalspiele bis zum Ausscheiden und sass bei den Bundesligaspielen auf der Bank. Am 5. Spieltag erhielt er für ein Spiel den Vorzug vor Baumann und gab beim 3:1-Auswärtssieg gegen Hannover 96 sein Bundesligadebüt. Daneben spielte der Schweizer viermal in der Regionalliga.

#### Über Augsburg nach Stuttgart

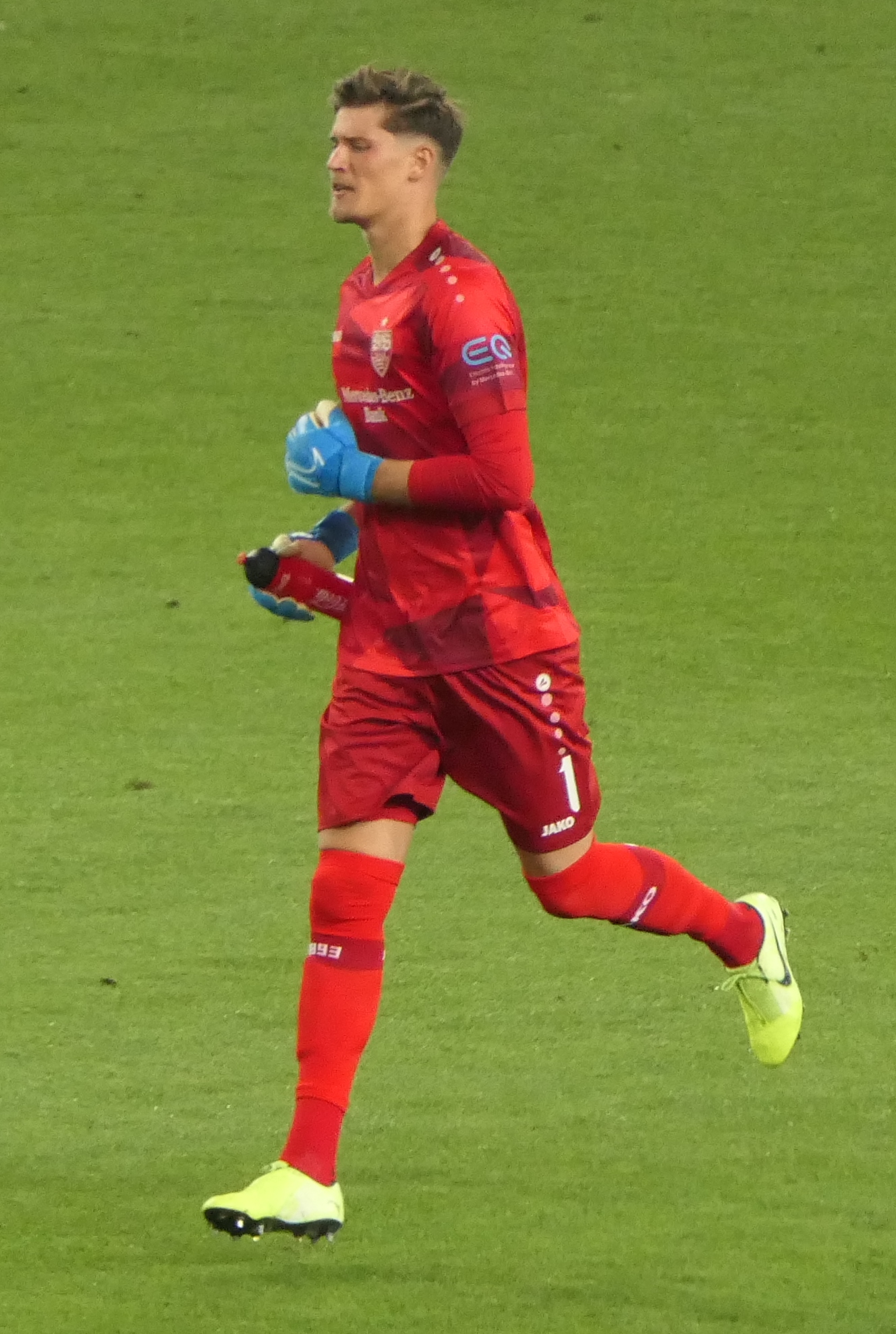
Beim VfB Stuttgart

Anfang Januar 2019 wechselte Kobel bis zum Ende der Saison 2018/19 auf Leihbasis zum Ligakonkurrenten FC Augsburg, um das in Kritik geratene Torhüterteam um Fabian Giefer und Andreas Luthe zu verstärken. Kobel wurde auf Anhieb Stammtorhüter und absolvierte bis zum Saisonende 16 Bundesligaspiele, in denen er 42 Gegentreffer hinnehmen musste; lediglich einmal fehlte er verletzt. Mit seiner Leistung trug er zum Klassenerhalt bei.
Zur Saison 2019/20 verlängerte Kobel seinen Vertrag in Hoffenheim bis zum 30. Juni 2021 und wechselte für ein Jahr auf Leihbasis in die 2. Bundesliga zum Absteiger VfB Stuttgart. Nach dem Abgang des Stammtorhüters Ron-Robert Zieler konnte sich der Schweizer in der Vorbereitung gegen den ebenfalls neu verpflichteten Fabian Bredlow durchsetzen und wurde zur neuen Nummer 1. Nach 23 Gegentreffern in 15 Ligapartien erhielt Bredlow für die letzten drei Spiele vor der Winterpause von seinem Trainer Tim Walter das Vertrauen. Aus der Wintervorbereitung ging der Schweizer allerdings unter Walters Nachfolger Pellegrino Matarazzo wieder als Stammtorhüter hervor. Kobel absolvierte 31 Ligaspiele und stieg mit dem VfB in die Bundesliga auf. Seine Gegentorquote konnte er im Gegensatz zur höchsten deutschen Spielklasse auf knapp über 1 pro Partie reduzieren, elfmal stand darüber hinaus bei ihm die Null.
Vor der Saison 2020/21 verpflichtete Stuttgart den Keeper, an dem auch Hertha BSC interessiert gewesen sein soll, schliesslich fest und stattete ihn mit einem bis zum 30. Juni 2024 gültigen Vertrag aus. Kobel stand in 33 von 34 Bundesligapartien zwischen den Pfosten, eine verpasste er verletzungsbedingt. Er kassierte im Schnitt 1,64 Gegentreffer pro Spiel, nur fünf Teams mussten noch mehr Gegentore als Stuttgart hinnehmen. Der Kicker ordnete ihn in seiner Rangliste der Hinrunde in die nationale Klasse ein, in der er hinter Lukáš Hrádecký und vor Kevin Trapp rangierte. Das Magazin bescheinigte Kobel ein konstant gutes Torhüterspiel und lobte dessen Qualitäten als Führungsspieler sowie im Spielaufbau. Nach Saisonende war er mit einer Durchschnittsnote von 2,86 hinter Manuel Neuer, Stefan Ortega Moreno und Rafał Gikiewicz der viertbeste Torhüter dieser Spielzeit. Nach Gikiewicz, Ortega Moreno und Florian Müller war der Schweizer darüber hinaus der Bundesligatorhüter mit den viertmeisten abgewehrten Bällen, prozentual gesehen lag er in dieser Disziplin sogar nur 0,01 Prozentpunkte hinter dem Welttorhüter Neuer. Mit dem Team beendete Kobel die Spielzeit auf dem neunten Rang und hatte mit ihm phasenweise Chancen auf die Qualifikation für einen Europapokalwettbewerb.

#### Borussia Dortmund
Zur Saison 2021/22 wechselte Kobel innerhalb der Bundesliga zu Borussia Dortmund, wo er einen bis Juni 2026 gültigen Vertrag unterschrieb. Beim BVB stiess der Keeper ins Torhüterteam um seine Landsmänner Roman Bürki und Marwin Hitz. Der neue Dortmunder-Trainer Marco Rose gab an, den Schweizer als Nummer 1 eingeplant, diesen Status aber nicht «in Stein gemeisselt» zu haben. Im ersten Saisonspiel – dem Pokalspielsieg bei Wehen Wiesbaden – stand Kobel im Tor. In allen weiteren Partien bis zum 9. Bundesligaspieltag hütete der Schweizer ebenfalls den Kasten über die volle Spielzeit. Am 9. Spieltag zog sich der Keeper, nachdem er gegen einen Pfosten seines Tors gestossen war, eine Oberschenkelprellung zu und musste in der Halbzeitpause gegen Hitz ausgewechselt werden; dieser vertrat ihn auch im drei Tage später ausgetragenen Pokalspiel gegen Ingolstadt. Bis dahin hatte Kobel ausser gegen Wiesbaden nur gegen Sporting Lissabon in der Champions League zu Null gespielt. Nach dem siegreichen Pokalspiel kehrte der wieder genesene Schweizer ins Tor zurück.
Das Portal Sport1 bezeichnete Kobel nach Abschluss der Hinrunde als den «grossen BVB-Rückhalt», der sein Team mit mehreren «Glanzparaden» rettete. Sport1 lobte einerseits dessen enorme «Präsenz» und andererseits Stärken bei hohen Bällen sowie auf der Linie. Schwächen machte man hingegen noch im Spiel am Ball aus. Der kicker stufte den Schweizer gemeinsam mit seinem Landsmann Yann Sommer sowie Manuel Neuer und Mark Flekken in die internationale Klasse ein. Das Magazin hob Kobels «beeindruckende Physis», sein «sehr gutes Verhalten im Eins-gegen-eins» und «Rettungsaktionen ausserhalb des Strafraums, die […] unter Vorgänger Roman Bürki Seltenheitswert hatten» hervor. In der Rückserie gewann Kobel mit seiner Mannschaft neun von 13 Ligaspielen, die letzten vier Partien verpasste er verletzungsbedingt, woraufhin Hitz für ihn nachrückte und der nach Saisonende scheidende Bürki am letzten Spieltag noch einmal das Tor hüten durfte. Der kicker schrieb im Anschluss: «Beim BVB blieb Kobel schuldlos am Ausscheiden in Pokal und Europa League. Mit seiner Qualität bei Flankenbällen sowie im defensiven wie offensiven Mitspielen auch ausserhalb des Strafraums verkörperte er etwas, was einem Torwart jenseits aller Paraden oder Patzer Internationale Klasse beschert. Weil grosse Einzeltaten in diesem Halbjahr fehlten, landet Kobel um Nuancen hinter Sommer.» Hervorzuheben wären trotz allem seine Leistung (Note 1,5) beim 6:0 gegen Borussia Mönchengladbach, bei dem der Schlussmann zwei Grosschancen vereitelte, sowie sein Auftreten (Note 2,0) beim 6:1-Heimsieg gegen Wolfsburg. Auch beim 2:2 im Rückspiel der Europa-League-Play-offs war der Torhüter mit einer 2,5 der notenbeste Dortmunder Akteur, wohingegen dessen Abwehrreihe zwischen 3,0 und 4,5 schwankte.
Nach sechs Siegen aus den ersten sieben Saisonspielen (darunter ein 3:0 gegen den TSV 1860 München im DFB-Pokal sowie drei 1:0-Erfolge in der Bundesliga) fiel Kobel mit einer Muskelverletzung aus und musste durch seinen neu verpflichteten Vertreter Alexander Meyer ersetzt werden. Der Schweizer verpasste zunächst fünf Partien, sass dann bei zwei weiteren auf der Bank und kehrte beim Rückspiel gegen Sevilla in der Champions-League-Gruppenphase auf den Platz zurück. In der Bundesliga verlor Kobel mit der Mannschaft drei der letzten sechs Spiele des Jahres und musste neunmal hinter sich greifen. Beim 0:2 gegen Union Berlin war er neben vier anderen Dortmundern vom kicker mit der Note 5 bewertet worden, unter anderem verschuldete er das erste Gegentor, nachdem er ausgerutscht war. Eine Woche später gewann der Schweizer mit dem BVB gegen seinen alten Verein aus Stuttgart mit 5:0, und am darauf folgenden Spieltag wurde er zum Spieler des Spiels, als er mit Dortmund mit 2:1 gegen Eintracht Frankfurt siegte. Im Duell mit der Eintracht vereitelte der «herausragende» Schlussmann mehrere gute Chancen des Gegners und rettete dem Team so drei Punkte. Nach der Partie gegen Sevilla war Kobel zu grossen Teilen dafür verantwortlich, dass in der Champions League auch gegen Manchester City und den FC Kopenhagen jeweils Remis erreicht wurden. Beispielsweise gelang es dem Torhüter, beim Aufeinandertreffen mit den Engländern einen Penalty von Riyad Mahrez zu halten. Im letzten Gruppenspiel gegen Kopenhagen war Kobel wieder «Spieler des Spiels», und das, obwohl er zur Halbzeit angeschlagen ausgewechselt wurde und sein eingewechselter Vertreter Meyer ohne Gegentreffer blieb. In der kicker-Rangliste für die Saisonphase bis zum Jahreswechsel belegte der Schweizer in der Folge mit einem Notenschnitt von 2,59 den ersten Platz, was seit vier Jahren keinem Torhüter des BVB mehr gelungen war. Kobel rangierte so noch vor Yann Sommer oder Kevin Trapp, wohingegen Manuel Neuer beispielsweise auf dem letzten Rang der «internationalen Klasse» landete. Im Verlauf der Rückserie verloren Kobel und seine Mannschaft nur einmal (mit 2:4 gegen den FC Bayern) und gewannen sogar sechsmal in Serie. Dreimal gelang es den Dortmundern so, die Tabellenspitze zu erklimmen und sogar am letzten Spieltag mit zwei Zählern Vorsprung auf Bayern München an dieser zu stehen. Durch ein 2:2 gegen Mainz 05 und einen zeitgleichen Sieg der Bayern reichte diesen bei letztendlicher Punktgleichheit die bessere Tordifferenz zum Gewinn der elften Meisterschaft in Folge. Der Schweizer Schlussmann belegte wie schon im Winter den ersten Platz in der «internationalen Klasse», diesmal vor dem niederländischen Nationalkeeper Mark Flekken sowie erneut Kevin Trapp. Beim 2:4 gegen den Rekordmeister am 26. Spieltag machte der kicker Kobels einziges wirklich schlechtes Spiel aus, als dieser mit seiner Mannschaft unter anderem seinem Landsmann Sommer gegenüberstand, der im Winter zum FCB gewechselt war. Neben vier weiteren Dortmundern bekam der Keeper, der zwei Gegentore direkt verschuldet hatte, die Note 5,5. Erst verfehlte er den Ball beim Versuch, ihn mit dem Fuss zu klären, und versuchte auch nicht, diesen möglicherweise noch im Nachfassen daran zu hindern, in sein Tor zu rollen. Später parierte er einen Distanzschuss direkt vor die Füsse von Thomas Müller. Das Fachmagazin resümierte: «[…] die herausragenden Aktionen des Borussen überstiegen seine schwächeren Szenen auch in dieser Halbserie bei Weitem». Eine Durchschnittsnote in zwei nationalen sowie einem internationalen Wettbewerb von 2,0 kam unter anderem durch eine Quote abgewehrter Bälle von 75,9 % zustande, seine Fehler im Spitzenspiel gegen den FC Bayern kosteten Kobel die Einstufung in die «Weltklasse».
Anfang Oktober 2023 hatte Kobel in den bis dahin ausgetragenen neun Saisonspielen dieselbe Anzahl an Gegentoren hinnehmen müssen und hierbei dreimal zu Null gespielt. Dortmunds Sportdirektor Sebastian Kehl urteilte: «Gregor hat sich in Dortmund zu einem Torhüter von Weltklasse-Format entwickelt, der das Interesse vieler Spitzenklubs in Europa geweckt hat. Wir sind stolz, dass wir ihn all seiner Optionen zum Trotz für eine Zukunft beim BVB begeistern konnten.» Kehl bezog sich damit auf die vorzeitige Verlängerung von Kobels Vertrag um zwei weitere Jahre bis Juni 2028. Bis zur Winterpause gewann das Team in der Bundesliga dann aber nur noch einmal, spielte viermal unentschieden und verlor gegen die direkten Konkurrenten FC Bayern, VfB Stuttgart und RB Leipzig. Kobel blieb hierbei in keiner Partie ohne Gegentreffer, gegen Eintracht Frankfurt musste er deren drei hinnehmen und Spieler von Bayern München konnten ihn sogar viermal überwinden. In der Champions League blieb der BVB mit seinem Keeper nach einer 0:2-Auftaktniederlage gegen Paris Saint-Germain hingegen ungeschlagen und holte vor den Franzosen den Gruppensieg. Nach dem ersten Spiel gegen Paris musste der Schweizer Schlussmann nur noch zweimal hinter sich greifen und zeigte in den restlichen fünf Gruppenspielen starke Leistungen. In den jeweils ersten Aufeinandertreffen mit der AC Mailand (0:0) sowie Newcastle United (1:0) war Kobel laut dem kicker der beste Spieler auf dem Feld, im Rückspiel gegen Milan, das mit 3:1 aus Sicht Dortmunds endete, hielt er einen Penalty von Olivier Giroud. Zum dritten Mal in Folge listete das Sportmagazin den Schweizer nun auf dem ersten Platz in der Rangliste der Bundesligatorhüter, wo diesem noch vor Neuer und Hoffenheims Oliver Baumann die «internationale Klasse» attestiert wurde. Auf dem Weg ins Endspiel der Champions League trafen Kobel und der BVB unter anderem erneut auf Paris Saint-Germain, die Franzosen wurden zweimal mit 1:0 besiegt. Im Finale unterlagen die Westfalen allerdings dem Rekordsieger Real Madrid mit 0:2, hierbei entschärfte der Keeper mehrere Grosschancen des Gegners, unter anderem zwei Freistösse von Toni Kroos. In der Bundesligarückrunde stand Dortmund am Ende auf Rang 5, wobei Kobel gut die Hälfte aller Spiele in Folge kleinerer Verletzungen sowie Krankheiten verpasste.

### Nationalmannschaft
Nach Einsätzen für alle Jugendnationalmannschaften ab der U15 spielte der Torhüter von 2016 bis 2018 für die U21 seines Landes, mit der er die Qualifikation zur EM 2019 verpasste.
In den Jahren 2017 und 2018 stand Kobel im Kader der A-Teams für zwei Freundschafts- und ein Nations-League-Spiel, wurde jedoch nicht eingesetzt. Im März 2021 erfolgte eine erneute Nominierung für das Kader, wiederum wurde Kobel nicht eingesetzt.
Für die Europameisterschaft 2021 wurde Kobel in das vorläufige Kader des A-Teams berufen, jedoch vor Turnierbeginn ohne Debüteinsatz wieder aus diesem gestrichen. Nach dem ersten Gruppenspiel der Schweizer nominierte Nationaltrainer Vladimir Petković den Torhüter schliesslich für den verletzten Jonas Omlin nach. Da Stammkeeper Yann Sommer verletzungsfrei blieb, wurde Kobel nicht in der Nati, mit der er im Viertelfinal ausschied, eingesetzt.
In der ersten Länderspielperiode der Spielzeit 2021/22 kam der Torhüter am 1. September 2021 in einem Freundschaftsspiel gegen Griechenland zu seinem Debüt fürs A-Team; seine Mannschaft gewann mit 2:1. Es folgten im Jahr 2022 zwei weitere Einsätze, darunter ein 0:4 gegen Portugal in der UEFA Nations League. Gemeinsam mit Sommer, Philipp Köhn und Jonas Omlin wurde Kobel von Nationaltrainer Murat Yakin im Winter 2022 zur Weltmeisterschaft in Katar mitgenommen. Kobel stand im letzten Gruppenspiel im Tor, nachdem Sommer infolge einer Erkältung temporär ausser Gefecht gesetzt war. Beim 3:2 gegen die Serben attestierte der kicker dem Torhüter eine befriedigende Leistung, und die Nati stiess in den Achtelfinal vor. In diesem scheiterte man dann an Portugal mit 1:6, zwischen den Pfosten stand wieder Sommer.

## Erfolge und Auszeichnungen
VfB Stuttgart
- Aufstieg in die Bundesliga: 2020

Persönlich
- Wahl in die VDV 11 (Bester Torhüter der Bundesliga-Saison): 2022/23, 2023/24

## Sonstiges
Neben den Sportlern Marcel Hug, Chiara Scherrer, Daniela Ryf, Nina Brunner, Tanja Hüberli und Andrea Ellenberger unterstützt Kobel das Schweizer Unternehmen Swiss Health & Nutrition AG finanziell. Dieses stellt unter der Marke BTC Nahrungs- und Nahrungsergänzungsmittel sowie Sportnahrung her und vertreibt sie.